# Associazione Lugano Basket Tigers 2016-2017
Questa voce raccoglie le informazioni riguardanti l'Associazione Lugano Basket Tigers nelle competizioni ufficiali della stagione 2016-2017.

## Roster attuale
|    | Naz.                                         | Ruolo | Sportivo           | Anno | Alt. |  | Note |
| -- | -------------------------------------------- | ----- | ------------------ | ---- | ---- |  | ---- |
| 4  | Stati Uniti (bandiera) · Svizzera (bandiera) | GA    | Derek Stockalper   | 1984 | 196  |  |      |
| 6  | Israele (bandiera) · Svizzera (bandiera)     | A     | Jonathan Sztarkman | 1991 | 188  |  |      |
| 11 | Svizzera (bandiera)                          | A     | Eric Koludrovic    | 1999 | 192  |  |      |
| 12 | Senegal (bandiera) · Svizzera (bandiera)     | AC    | Jules Aw           | 1986 | 194  |  |      |
| 13 | Svizzera (bandiera)                          | P     | Mattia Cafisi      | 1997 | 185  |  |      |
| 15 | Svizzera (bandiera)                          | GA    | Axel Louissaint    | 1996 | 197  |  |      |
| 22 | Angola (bandiera) · Svizzera (bandiera)      | A     | Fernando Mussongo  | 1996 | 195  |  |      |
| 24 | Svizzera (bandiera)                          | GA    | Matteo Arnaboldi   | 1995 | 194  |  |      |
|    | Svizzera (bandiera)                          | A     | Florian Steinmann  | 1991 | 197  |  |      |
|    | Stati Uniti (bandiera)                       | P     | Kaylon Williams    | 1989 | 190  |  |      |
|    | Stati Uniti (bandiera)                       | C     | Nick Evans         | 1988 | 210  |  |      |
|    | Stati Uniti (bandiera)                       | G     | T.T. Carey         | 1991 | 193  |  |      |
|    | Stati Uniti (bandiera)                       | AG    | Nicholas West      | 1994 | 208  |  |      |

### Staff tecnico
- Capo allenatore: Nicola Brienza
- Vice allenatore: Renato Carettoni
- Preparatore fisico: Paolo Medolago